# Временный исполнительный совет

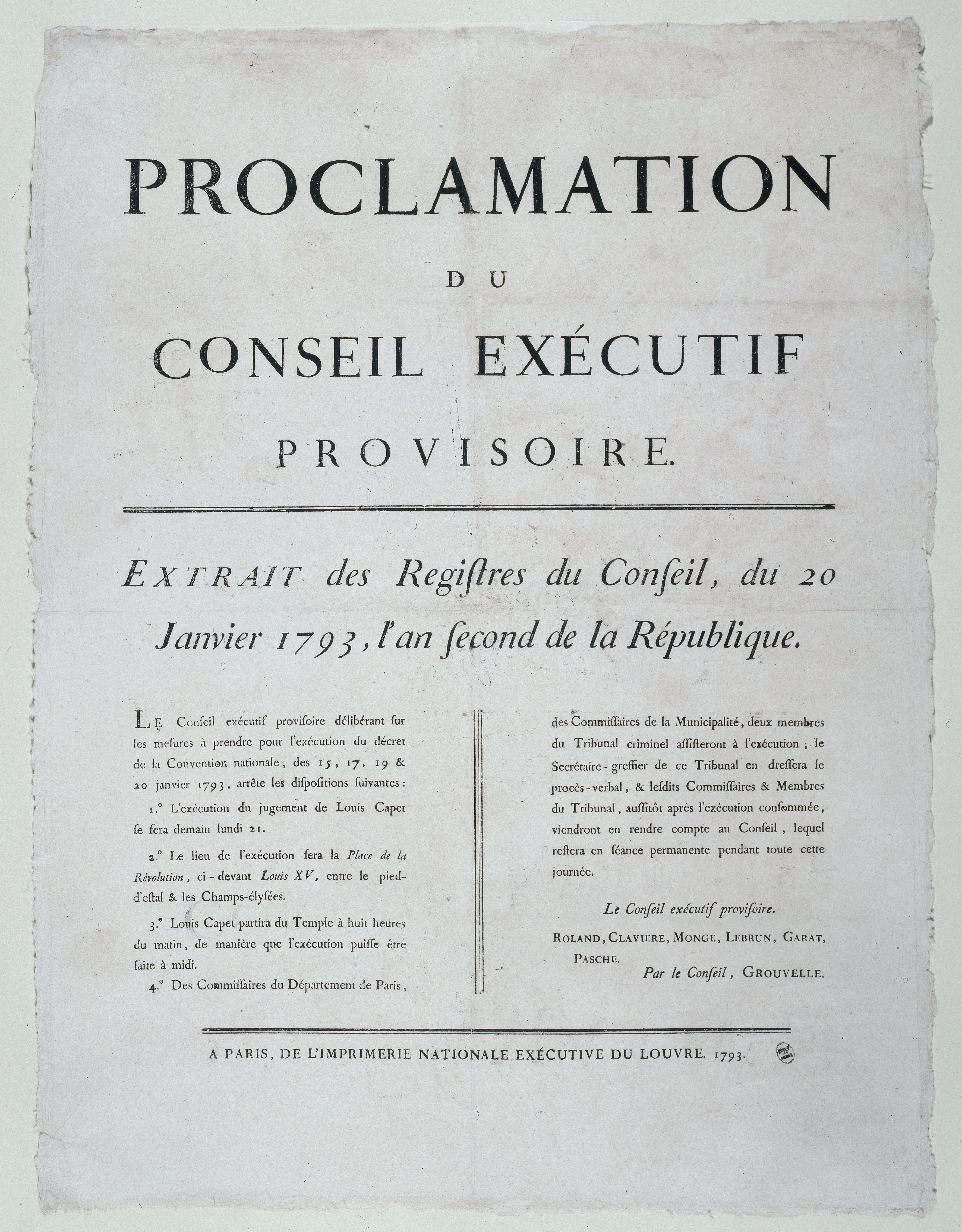
Прокламация о создании Временного исполнительного совета

Вре́менный исполни́тельный сове́т (фр. Conseil exécutif provisoire; с 10 августа по 1792 по 20 апреля 1794 года) — орган исполнительной власти Франции времён революции. Заменён Исполнительными комиссиями.

## История
10 августа 1792 года Законодательное собрание отстранило от власти короля Людовика XVI и отправило в отставку его министров, после чего приняло решение назначить шестерых новых министров, секретаря совета и гувернёра для наследного принца. Кандидатуры выдвигались Собранием, после чего происходило рейтинговое голосование по ним. Абсолютное большинство составило бы 243 голоса.
В тот же день Жорж Жак Дантон был избран министром юстиции 222 голосами, Гаспар Монж — министром военно-морского флота и колоний 154 голосами, Пьер Анри Лебрен-Тондю — министром иностранных дел 109 голосами во втором туре и Филипп-Антуан Грувель — секретарём Совета. 11 августа были избраны ещё трое министров-жирондистов: Жан-Мари Ролан — министром внутренних дел, Жозеф Серван — военным министром и Этьенн Клавьер — министром налогов и общественных доходов.
Совет из шести министров впервые собрался 13 августа, а 15 августа декретом Законодательного собрания ему были переданы «все функции исполнительной власти» (статья 1), за исключением права вето. Также Собранием был утверждён принцип «посменного председательства» в Совете — по одной неделе каждому члену (статья 3).
26 сентября полномочия Совета и его состав были подтверждены Конвентом. 29 сентября был наложен запрет для депутатов состоять членами Совета, в результате чего Дантона сменил Доминик Жозеф Гара, а Сервана — Жан-Николя Паш, Ролан предпочёл отказаться от депутатского мандата ради членства в Совете, где он оставался вплоть до 22 января 1793 года, когда был вынужден уйти в отставку после длительной кампании, затеянной против него политическими противниками.
Исполнительный совет играл большую роль в проведении французской политики того времени, несмотря на то, что многие органы власти отказывались его признавать как не прописанный в Конституции 1791 года, и на то, что конкуренцию ему составляла Парижская коммуна. В результате, во многие департаменты были направлены по два конкурирующих комиссара — один от Совета, второй — от Парижской коммуны.
В начале своей деятельности Совет находился под доминированием Дантона, а после его отставки — Ролана. К концу 1792 года влияние Совета ослабло, что было вызвано с одной стороны враждебным отношением к министру внутренних дел со стороны санкюлотов, с другой — противоречиями между Роланом и Пашем, с третьей — учреждением Конвентом Всеобщего оборонного комитета.
В феврале 1793 года доминировавшие в Конвенте жирондисты, которым тем не менее не удалось образовать стойкое большинство, предприняли попытку смены в Совете сторонников монтаньяров, и это им частично удалось — Ролан был отправлен в отставку, министром юстиции был назначен Луи Гойе, но отстранённый Паш оказался заменён недружественным им Пьером Риелем де Бёрновиллем, а Гара сохранил своё кресло.
После создания 6 апреля 1793 года Комитета общественного спасения Исполнительный совет перестал быть местом принятия политических решений, сохранив лишь административные функции. Министром военно-морского флота и колоний стал Жан Дальбарад, а военным министром — Жан-Батист Бушот. 2 июня 1793 года Луи Детурнель занял пост министра налогов и общественных доходов, Франсуа Луи Дефорг — министром иностранных дел, а Жюль Франсуа Паре — министром внутренних дел.
Исполнительный совет был упразднён 12 жерминаля II года (1 апреля 1794 года). 1 флореаля (20 апреля) на смену министерствам были учреждены Исполнительные комиссии при Комитете общественного спасения.

## Исполнительный совет Французской Республики согласно Конституции 1793 года

### Избрание
Кандидаты в члены Исполнительного Совета должны были выдвигаться избирательными собраниями и избираться Законодательным Корпусом, сроком на 2 года (Конституция Французской Республики 1793 года, статья 63). Исполнительный Совет обновлялся наполовину ежегодно (статья 64).

### Компетенция
- Назначение начальника Главного Управления Французской Республики (фр. chef de l’administration générale de la République) и сотрудников Главного Управления Французской Республики (agents de l’administration générale de la République) (статья 66);
- Назначение сотрудников иностранных дел Французской Республики (agents extérieurs de la République) (статья 69);
- Назначение и смещение других сотрудников (agents) (статья 73);
- Ведение предварительных переговоров о заключении международных соглашений (статья 69).